# 6.25 전쟁의 임시 수도
6.25 전쟁에서 대한민국과 조선민주주의인민공화국은 수도가 점령당함에 따라 대한민국 정부는 부산을, 조선민주주의인민공화국 정부는 강계를 임시수도로 삼아 수도를 잠시 이전하였다.

## 대한민국
대한민국 정부는 1950년 6월 25일 6.25 전쟁이 발발하자 서울에서 대전, 대구로 수도를 옮겼다. 전쟁 발발 3일만인 6월 28일 조선인민군은 서울을 점령하였고, 대구 인근 낙동강에 전선이 형성되자 대한민국 정부는 부산을 임시 수도로 삼았다. 인천상륙작전으로 1950년 9월 28일 서울을 수복하였으나, 1951년 1·4 후퇴로 다시 정부가 부산으로 내려갔다. 2개월 뒤인 1951년 3월 16일 서울을 재수복하였지만 전선구간이 근접하였기 때문에 또 다시 함락당할 가능성을 염두에 두고 부산을 계속 임시수도로 유지했다. 이때부터 현재의 군사분계선 부근에서 전선이 고착되었다. 대한민국 정부는 한국휴전협정이 발효(1953.7.27)된 후에야 1953년 8월 15일 서울로 환도하게 된다.
- 부산 임시수도 시절에 대전 대구 부산 3곳 중 1곳으로 수도를 이전하자는 논의가 있었다.[1]
- 현재 부산에는 임시수도기념관이 있다.

## 조선민주주의인민공화국
대한민국 국군과 국제 연합군이 1950년 9월 28일 서울을 수복하자, 조선민주주의인민공화국 정부와 조선인민군은 평양에서 철수를 준비하였다. 서울 수복 3일만인 10월 1일 대한민국 국군이 38선을 넘고, 10월 7일에는 국제 연합군도 북진하자 조선민주주의인민공화국은 강계를 임시 수도로 정하고 김일성도 평양에서 철수하고 강계로 피난했다. 1950년 10월 19일 대한민국 국군과 국제연합군은 평양을 점령하였고, 그 즈음 중화인민공화국이 전쟁에 개입하여 중공군이 압록강을 건넜다. 대한민국 국군과 국제 연합군은 12월 4일 평양에서 철수하였고, 조선민주주의인민공화국 정부는 평양으로 환도하였다.
- 대한민국 국군과 국제연합군이 평양을 점령한 후, 평양의 통치권에 대한 논란이 있었다. 미국의 트루먼 대통령은 전쟁 중에 대한민국의 통치권은 38선 이북인 평양에는 미치지 않는다고 판단하여 10월 21일 평양 시정위원회를 설치하고 미국이 평양을 통치하였다.
- 사실 소비에트 연방의 스탈린은 김일성이 10월 1일 이후 대한민국과 국제 연합군의 의해 속수무책으로 밀리자 소비에트 연방의 도움 요청을 전했지만 정작 스탈린은 당장 거절하고 오히려 얼른 조선민주주의인민공화국 정부를 만주국 쪽으로 망명 정부로 옮기라고 지시했다. 어쩔 수 없이 김일성은 북한 땅을 포기하고 조선민주주의인민공화국 정부를 당장 만주국으로 망명 정부로 옮기고 그 중에서 조선민주주의인민공화국의 환자, 노인 등은 소비에트 연방으로 가라고 했다[2].
- 중화인민공화국은 대한민국 국군과 국제 연합군이 38선을 넘자 한국전쟁에 개입하기로 결정하고, 대한민국 국군과 국제 연합군이 평양을 공격하자 중공군이 압록강을 건너 한국전쟁에 개입하였다. 10월 25일에 중공군이 온정리 전투를 일으켰고, 이후에는 제1차 청천강 전투와 제2차 청천강 전투를 잇따라 일으키자 대한민국 국군과 국제 연합군은 평양(평양 철수: 1950.12.4)과 흥남(흥남 철수: 1950.12.15-12.24)에서 잇따라 철수했다.
- 조선민주주의인민공화국의 김일성은 평양에서 평안남도 덕천으로 도주했다가 10월 19일에는 평안북도 대유동 근처로 몸을 숨겼고, 중국에게 참전 요청을 하였다. 한편, 김정일은 만주의 장춘으로 피신시켰다.[3] 그리고 조선민주주의인민공화국의 수뇌부 등도 평양을 버린 채, 멀리 중화인민공화국의 하얼빈 내부로 들어가서 중화인민공화국의 지원을 요청하면서 기다리고 있었다.

## 같이 보기
- 6.25 전쟁
- 임시수도
- 인천 상륙 작전
- 서울 수복 전투
- 평양 전투 (1950년)
- 평양 철수